# Aloe framesii
Aloe framesii es una especie de planta de flor perteneciente a la familia Xanthorrhoeaceae. Es originaria de Sudáfrica.
En The Plant List está considerado un sinónimo de Aloe microstigma subsp. framesii (L.Bolus) Glen & D.S.Hardy

## Descripción
Aloe framesii  crece con tallos postrados, está muy ramificado y forma grupos densos de hasta 20 rosetas con diámetros de hasta 3 metros. Las hojas son lanceoladas y forman densas rosetas. La lámina es de color gris-verde opaco a verde pálido azulado de 30 a 35 cm de largo y de 7 a 8 cm de ancho. Manchas blancas pueden estar presentes. Los dientes son marrones penetrantes, rojizos en el margen de la hoja y miden unos 3 milímetros de longitud y están a 10 milímetros de distancia. La inflorescencia es simnpre, por lo general de dos a tres ramas. Alcanza una longitud de hasta 70 centímetros. El bastante densa, cónica o cilíndrica. Las flores son escarlatas deslucidas que a veces se inclinan a verdosas.  Las flores son de 35 milímetros de largo y redondeadas en la base. Por encima del ovario no se estrechan. Sus  tépalos exteriores no se fusionan. Los estambres y estilo se destacan 5 a 6 mm de la flor.  Tiene un número de cromosomas de 2n = 14.

## Taxonomía
Aloe framesii fue descrita por Harriet Margaret Louisa Bolus y publicado en S. African Gard. 23: 140 (1933)
Etimología
Aloe: nombre genérico de origen muy incierto: podría ser derivado del griego άλς, άλός (als, alós), "sal" - dando άλόη, ης, ή (aloé, oés) que designaba tanto la planta como su jugo - debido a su sabor, que recuerda el agua del mar. De allí pasó al Latín ălŏē, ēs con la misma aceptación, y que, en sentido figurado, significaba también "amargo". Se ha propuesto también un origen árabe, alloeh, que significa "la sustancia amarga brillante"; pero es más probablemente de origen complejo a través del hébreo: ahal (אהל), frecuentemente citado en textos bíblicos.
framesii: epíteto otorgado en honor de Percival Ross Frames (1863–1947), quien recogió las primeras plantas de esta especie.
Sinonimia
- Aloe amoena Pillans
- Aloe microstigma subsp. framesii (L.Bolus) Glen & D.S.Hardy[6]